# París-Tours 2021
La 115.ª edición de la clásica ciclista París-Tours fue una carrera en Francia que se celebró el 10 de octubre de 2021 sobre un recorrido de 212,3 kilómetros con inicio en la ciudad de Chartres y final en la ciudad de Tours.
La carrera formó parte del UCI ProSeries 2021, calendario ciclístico mundial de segunda división, dentro de la categoría UCI 1.Pro y fue ganada por el francés Arnaud Démare del Groupama-FDJ. Completaron el podio, como segundo y tercer clasificado respectivamente, el francés Franck Bonnamour del B&B Hotels p/b KTM y el belga Jasper Stuyven del Trek-Segafredo.

## Equipos participantes
Tomaron parte en la carrera 22 equipos: 10 de categoría UCI WorldTeam invitados por la organización, 10 de categoría UCI ProTeam y 2 de categoría Continental. Formaron así un pelotón de 154 ciclistas de los que acabaron 117. Los equipos participantes fueron:
| WorldTeams (10)- Team DSM - AG2R Citroën Team - Trek-Segafredo - Groupama-FDJ - Lotto Soudal - Cofidis - Jumbo-Visma - Bora-Hansgrohe - Israel Start-Up Nation - Intermarché-Wanty-Gobert Matériaux ProTeams (10)- Alpecin-Fenix - TotalEnergies - B&B Hotels p/b KTM - Arkéa-Samsic - Uno-X Pro Cycling Team - Delko - Bingoal Pauwels Sauces WB - Sport Vlaanderen-Baloise - Euskaltel-Euskadi - Equipo Kern Pharma Equipos continentales (2)- Saint Michel-Auber 93 - Xelliss-Roubaix Lille Métropole |
| |

## Clasificación final
- La clasificación finalizó de la siguiente forma:[3]

| \| Clasificación general \| Clasificación general \| Clasificación general \| Clasificación general \| Clasificación general \| \| Ciclista \| Ciclista \| Equipo \| Tiempo \| \| \| --------------------- \| --------------------- \| ---------------------------------- \| --------------------- \| --------------------- \| \| 1.º \| Arnaud Démare \| Groupama-FDJ \| 4 h 33 min 07 s \| \| \| 2.º \| Franck Bonnamour \| B&B Hotels p/b KTM \| + 0 s \| \| \| 3.º \| Jasper Stuyven \| Trek-Segafredo \| + 0 s \| \| \| 4.º \| Stan Dewulf \| AG2R Citroën Team \| + 3 s \| \| \| 5.º \| Danny van Poppel \| Intermarché-Wanty-Gobert Matériaux \| + 40 s \| \| \| 6.º \| Bryan Coquard \| B&B Hotels p/b KTM \| + 40 s \| \| \| 7.º \| Arne Marit \| Sport Vlaanderen-Baloise \| + 40 s \| \| \| 8.º \| Andrea Pasqualon \| Intermarché-Wanty-Gobert Matériaux \| + 40 s \| \| \| 9.º \| Julien Trarieux \| Delko \| + 40 s \| \| \| 10.º \| Amaury Capiot \| Arkéa-Samsic \| + 40 s \| \| |                  |                                    |                 |
| |                  |                                    |                 |
| Fuente: ProCyclingStats |                  |                                    |                 |
| Clasificación general |                  |                                    |                 |
| Ciclista | Ciclista         | Equipo                             | Tiempo          |
| 1.º | Arnaud Démare    | Groupama-FDJ                       | 4 h 33 min 07 s |
| 2.º | Franck Bonnamour | B&B Hotels p/b KTM                 | + 0 s           |
| 3.º | Jasper Stuyven   | Trek-Segafredo                     | + 0 s           |
| 4.º | Stan Dewulf      | AG2R Citroën Team                  | + 3 s           |
| 5.º | Danny van Poppel | Intermarché-Wanty-Gobert Matériaux | + 40 s          |
| 6.º | Bryan Coquard    | B&B Hotels p/b KTM                 | + 40 s          |
| 7.º | Arne Marit       | Sport Vlaanderen-Baloise           | + 40 s          |
| 8.º | Andrea Pasqualon | Intermarché-Wanty-Gobert Matériaux | + 40 s          |
| 9.º | Julien Trarieux  | Delko                              | + 40 s          |
| 10.º | Amaury Capiot    | Arkéa-Samsic                       | + 40 s          |

## UCI World Ranking
La París-Tours otorgó puntos para el UCI World Ranking para corredores de los equipos en las categorías UCI WorldTeam, UCI ProTeam y Continental. Las siguientes tablas muestran el baremo de puntuación y los 10 corredores que obtuvieron más puntos:
| Posición              | 1.º | 2.º | 3.º | 4.º | 5.º | 6.º | 7.º | 8.º | 9.º | 10.º | 11.º | 12.º | 13.º | 14.º | 15.º | 16.º-30.º | 31.º-40.º |
| Clasificación general | 200 | 150 | 125 | 100 | 85  | 70  | 60  | 50  | 40  | 35   | 30   | 25   | 20   | 15   | 10   | 5         | 3         |

| Clasificación |                  |                                    |         |
| Posición      | Ciclista         | Equipo                             | General |
| ------------- | ---------------- | ---------------------------------- | ------- |
| 1.º           | Arnaud Démare    | Groupama-FDJ                       | 200     |
| 2.º           | Franck Bonnamour | B&B Hotels p/b KTM                 | 150     |
| 3.º           | Jasper Stuyven   | Trek-Segafredo                     | 125     |
| 4.º           | Stan Dewulf      | AG2R Citroën                       | 100     |
| 5.º           | Danny van Poppel | Intermarché-Wanty-Gobert Matériaux | 85      |
| 6.º           | Bryan Coquard    | B&B Hotels p/b KTM                 | 70      |
| 7.º           | Arne Marit       | Sport Vlaanderen-Baloise           | 60      |
| 8.º           | Andrea Pasqualon | Intermarché-Wanty-Gobert Matériaux | 50      |
| 9.º           | Julien Trarieux  | Delko                              | 40      |
| 10.º          | Amaury Capiot    | Arkéa Samsic                       | 35      |